# 孙祖基
孙祖基（1903年—1957年10月11日），字道始，江苏无锡人。無錫縣縣長（1929-?）、杭州市市长（約1944年）。
孙祖基畢業于江苏第二师范学校、东吴大学法律系，常在《时事新报》副刊《学灯》、《民国日报》附刊《觉悟》上撰文，讨论法律与两性问题。1929年出任无锡县县长。在任期间，曾计划建市并担任市政筹备处主任，但其后因故未能实施。1932年加入上海律师公会并开设律师事务所。后来他编撰了中国第一部法律图书目录《中国历代法家著述考》。1936年，曾在七君子案中担任邹韬奋的义务辩护人。1942年10月加入汪精卫国民政府，历任实业部保险业管理局局长、淮海省财政厅厅长、内政部民政司司长、杭州市市长、浙江省财政厅厅长等职。1949年后赴台，开始研究台湾历史风俗，常在《台湾风物》杂志上发文。1957年逝世。